# 鈴木雄二
鈴木 雄二（すずき ゆうじ、1978年7月8日 - ）は、日本の男性俳優、声優。埼玉県さいたま市出身。身長175cm。体重80kg。プロダクション・タンク所属。

## 来歴
同人会養成所出身。代々木アニメーション学院卒業。

## 人物
特技・資格は柔道（二段）、殺陣（7年）、野球、料理、調理師免許、原動機付自転車免許。

## 出演

### 舞台
- スーパー歌舞伎
  - 新三国志III
  - ヤマトタケル

- その他
  - 吉原御免状
  - 七月大歌舞伎
  - 新春浅草歌舞伎

### テレビドラマ
- テレビ朝日開局50周年記念ドラマスペシャル『鹿鳴館』（2008年1月5日、テレビ朝日）
- 土曜時代劇 隠密八百八町 第4話（2011年1月29日、NHK総合テレビ） - 佐平次の手下 役
- 相棒 season10 第2話（2011年10月26日、テレビ朝日）
- 木曜ドラマ9 ビギナーズ!（2012年7月12日〜9月20日、TBS）
- le Salon2〜杉崎智介美術ミステリードラマ（2012年9月〜11月、テレビ神奈川）
- ドラマNEO イロドリヒムラ 第7話（2012年11月26日、TBS） - 鎌倉の武士(霊) 役
- NHK番組たまご ミステリーハウス〜名探偵はあなた!?〜（2013年3月21日、NHK）
- 木曜ドラマ9 潜入探偵トカゲ 第7話（2013年5月30日、TBS） - マック田中 役
- 月曜ミステリーシアター 確証〜警視庁捜査3課 第9話（2013年6月10日、TBS）
- 木曜ドラマ 緊急取調室 第7話（2014年2月27日、テレビ朝日） - 向井雄一（パチンコ店従業員） 役
- 洞窟おじさん（2015年、NHK）
- 土曜ドラマ 夏目漱石の妻（2016年、NHK）
- やすらぎの郷（2017年、テレビ朝日）
- ミステリと言う勿れ 第4話（2022年1月31日、フジテレビ） - （声）
- Believe-君にかける橋- 第3話（2024年5月9日、テレビ朝日） - 刑事 役
- オクラ〜迷宮入り事件捜査〜 最終話（2024年12月17日、フジテレビ） - 制服警官 役
- 天久鷹央の推理カルテ 第6話（2025年5月27日、テレビ朝日） - 刑事 役

#### 再現ドラマ
- ためしてガッテン（NHK総合テレビ）
- 奇跡体験!アンビリバボー（フジテレビ）
- 行列のできる法律相談所（日本テレビ）
- ザ!世界仰天ニュース（日本テレビ）
- 心ゆさぶれ!先輩ROCK YOU（日本テレビ）
- 中居正広の金曜日のスマたちへ（TBS）
- ありえへん∞世界（テレビ東京）

### テレビ番組
- ザ・プロファイラー 〜夢と野望の人生〜
- 新日本風土記
- バース・デイ

### 映画
- 鎌倉ものがたり
- 首
- 桜田門外ノ変（侍）
- 起終点駅 ターミナル
- MASK DE 41
- ラプラスの魔女
- 聯合艦隊司令長官 山本五十六

### テレビアニメ
- ダンボール戦機W 第2期（2012年、フランス首相）
- Wake Up, Girls!（2014年、客2）
- ソウルイーターノット!（2014年、トレーター、ヤンキーC）
- 七つの大罪（2014年、団員B）
- 名探偵コナン（2019年、長谷康孝）

### 劇場アニメ
- 百日紅 〜Miss HOKUSAI〜（2015年）

### Webアニメ
- OBSOLETE（2019年、アウトキャスト兵、コマンダー）

### 吹き替え

#### 映画（吹き替え）
- インファナル・アフェアIII 終極無間 ※テレビ東京版：2013年5月25日・BSジャパン『土曜キネマ』
- オズ はじまりの戦い
- 崖っぷちの男
- サニー 永遠の仲間たち
- スーパー・チューズデー 〜正義を売った日〜
- ゼロ タウン 始まりの地
- ダークスカイズ（ケヴィン・ラトナーの父親〈マイケル・パトリック・マッギル〉）
- ダブル -完全犯罪-
- 沈黙の監獄
- デッドマン・ダウン（ハリー〈アンドリュー・スチュワート＝ジョーンズ〉）
- パーフェクト・ヒート
- バトル・オブ・パシフィック
- バレット
- 42 〜世界を変えた男〜
- FLU 運命の36時間（チョン・グクファン〈マ・ドンソク〉[5]）
- ブロークンシティ（ポール・アンドリュース〈カイル・チャンドラー〉）
- フローズン・グラウンド（ジョン・ジェンティリ市警察〈マイケル・マクグラディ〉、パット・クライブス検事、〈カート・フラー〉）
- ペイン&ゲイン 史上最低の一攫千金
- ミレニアム2 火と戯れる女
- ユナイテッド -ミュンヘンの悲劇-
- ライジング・ドラゴン
- ル・アーヴルの靴みがき

#### ドラマ
- アメリカン・ホラー・ストーリー 第2シーズン: 『精神科病棟』（スパイヴィー〈マーク・コンスエロス〉）
- アラン使道伝（ムヨン〈ハン・ジョンス〉）
- 男が愛する時（ソ・ギョンウク〈カン・シニル〉）
- グッド・ワイフ
- クローザー
- 刑事モース〜オックスフォード事件簿〜
- コード・ブラック 生と死の間で
- コペンハーゲン（ヤコブクルーゼ）
- The Get Down（キャデラック）
- サイバー諜報員 〜インテリジェンス〜（ホァン・フー）
- SHERLOCK（シャーロック）
- スイッチ 〜運命のいたずら〜（スマック）
- SCORPION/スコーピオン
- 製パン王 キム・タック（チャ・ジュニョク〈イ・ゴン〉）
- TOUCH/タッチ
- HAWAII FIVE-0 シーズン2
- ベイツ・モーテル（ジェームズ・フィニガン）
- ボルジア家 愛と欲望の教皇一族（デルーカ枢機卿）
- マイケル・J・フォックス・ショウ（ハリス）
- 野王 〜愛と欲望の果て〜（バク刑事）
- ライ・トゥ・ミー 嘘は真実を語る
- Red Widow（ジェイ）

#### アニメ
- アルティメット・スパイダーマン（スカー）
- キャスパーのオバケ学園（ストレッチ）
- トロン：ライジング
- ハルク: スマッシュ・ヒーローズ（スカー）
- フィッシュ・レース（ソーントン）

### ナレーション
- ゼロの真実〜監察医・松本真央〜

### VP
- 新人教育用DVD
- 民主党広報